# Districte de Melun
El Districte de Melun és un dels cinc districtes amb què es divideix el departament francès del Sena i Marne, a la regió de l'Illa de França. Té 7 cantons i 59 municipis. El cap del districte és la prefectura de Melun.

## Composició

### Cantons
- Combs-la-Ville (en part)
- Fontainebleau (en part)
- Fontenay-Trésigny (en part)
- Melun
- Nangis (en part)
- Saint-Fargeau-Ponthierry
- Savigny-le-Temple

### Municipis
Els municipis del districte de Melun, i el seu codi INSEE, son:
1. Andrezel (77004)
2. Argentières (77007)
3. Beauvoir (77029)
4. Blandy (77034)
5. Boissettes (77038)
6. Boissise-la-Bertrand (77039)
7. Boissise-le-Roi (77040)
8. Bombon (77044)
9. Cesson (77067)
10. Champdeuil (77081)
11. Champeaux (77082)
12. Le Châtelet-en-Brie (77100)
13. Châtillon-la-Borde (77103)
14. Chaumes-en-Brie (77107)
15. Combs-la-Ville (77122)
16. Coubert (77127)
17. Courquetaine (77136)
18. Crisenoy (77145)
19. Dammarie-les-Lys (77152)
20. Échouboulains (77164)
21. Les Écrennes (77165)
22. Évry-Grégy-sur-Yerre (77175)
23. Féricy (77179)
24. Fontaine-le-Port (77188)
25. Fouju (77195)
26. Grisy-Suisnes (77217)
27. Guignes (77222)
28. Lieusaint (77251)
29. Limoges-Fourches (77252)
30. Lissy (77253)
31. Livry-sur-Seine (77255)
32. Machault (77266)
33. Maincy (77269)
34. Le Mée-sur-Seine (77285)
35. Melun (77288)
36. Moisenay (77295)
37. Moissy-Cramayel (77296)
38. Montereau-sur-le-Jard (77306)
39. Nandy (77326)
40. Ozouer-le-Voulgis (77352)
41. Pamfou (77354)
42. Pringy (77378)
43. Réau (77384)
44. La Rochette (77389)
45. Rubelles (77394)
46. Saint-Fargeau-Ponthierry (77407)
47. Saint-Germain-Laxis (77410)
48. Saint-Méry (77426)
49. Savigny-le-Temple (77445)
50. Seine-Port (77447)
51. Sivry-Courtry (77453)
52. Soignolles-en-Brie (77455)
53. Solers (77457)
54. Valence-en-Brie (77480)
55. Vaux-le-Pénil (77487)
56. Vert-Saint-Denis (77495)
57. Villiers-en-Bière (77518)
58. Voisenon (77528)
59. Yèbles (77534)